# Creativiteit en geestelijke gezondheid
Het verband tussen creativiteit en geestelijke gezondheid is iets waar men al eeuwen lang onderzoek naar doet. De belangrijkste connectie die uit verschillende onderzoeken naar voren is gekomen is dat creatieve mensen (zoals schilders, dichters, etc.) vaak meer last hebben van stemmingsstoornissen in vergelijking tot de 'niet-creatieve' mensen. Deze kans is zelfs tien tot dertig keer groter. Een stemmingstoornis is vaak een bipolaire stoornis, die gekenmerkt wordt door hele lage en hoge episodes, deze worden depressieve en manische episodes genoemd. Schizofrenie is ook een psychische stoornis die in verband wordt gebracht met creativiteit. Naast de kansvergroting van deze psychische stoornissen blijkt de kans om een psychische stoornis genetisch door te geven ook hoger te liggen bij creatieve mensen.  
Er zijn ook verbanden gelegd tussen eventuele karaktereigenschappen van mensen met hoge creativiteit die aan de stemmingswisselingen zouden kunnen bijdragen. Een aantal eigenschappen zijn intellectuele openheid, intense nieuwsgierigheid en concentratie, obsessioneel, perfectionisme en veel energie. Deze af en toe tegenstrijdige eigenschappen zou de wisseling in stemmingen kunnen verklaren, of kunnen verklaren waarom creatieve mensen hier gevoeliger voor zijn.
Naast de verhoogde kansen om een psychische stoornis te hebben als artiest, zijn er ook redenen om te geloven dat deze psychische stoornissen invloed hebben op de creativiteit van de artiest. Het ervaren van heftige emoties, zowel hele zware emoties (depressie) als hele blije (manie), kan als inspiratie bieden.